# فيلق الجيش الخامس والعشرون (الفيرماخت)

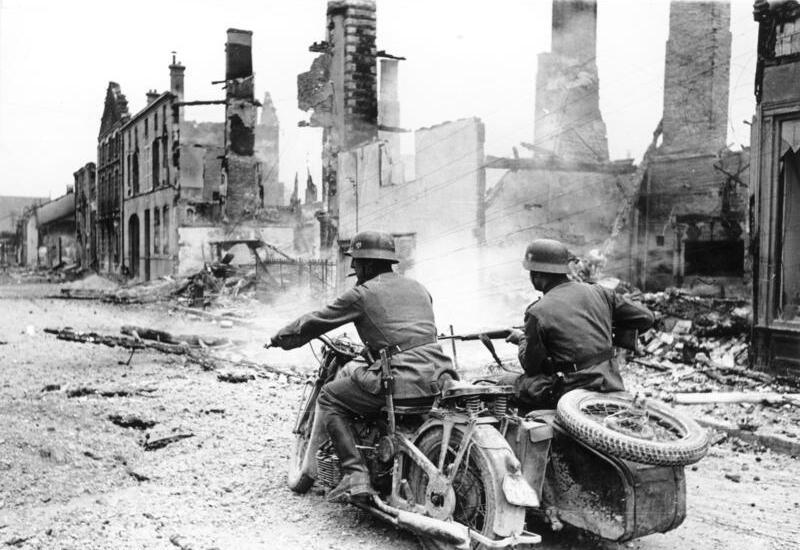

فيلق الجيش الخامس والعشرون (بالألمانية: XXV. Armeekorps)‏ Armeekorps ) كان فيلقًا للجيش الألماني الفيرماخت خلال الحرب العالمية الثانية.

## التاريخ

### تشكيل - تكوين
تأسس فيلق الجيش الخامس والعشرون كقائد قيادة احتياطي في منطقة حدود الراين العليا في عام 1938. تم تعبئة هؤلاء الموظفين باسم Generalkommando Oberrhein في 26 أغسطس 1939 وإعادة تسمية فيلق الجيش الخامس والعشرون في 17 سبتمبر 1939. كانت في البداية جزءًا من الجيش السابع ( دولمان ) تحت مجموعة الجيش ج ( فون ليب )، المكلفة بحراسة الحدود الفرنسية الألمانية. بقي التقسيم في منطقة الراين العليا حتى معركة فرنسا في يونيو 1940. 